# Eastern Mediterranean Optical System 1
El Eastern Mediterranean Optical System 1 (EMOS-1) es un cable submarino de fibra óptica que une Palermo, Italia con Lechaina, Grecia; Marmaris, Turquía y Tel Aviv, Israel, que se creó en Turquía en 1991. Consta de tres pares que se dividen en el camino a través de unidades de ramificación. El barco CS Vercors tendió el cable. Cada par de fibras es capaz de transmitir 1920 llamadas telefónicas en cada dirección.

## Historia
En noviembre de 1990, se desplegó el cable submarino EMOS-1, que conecta Israel con Turquía, Grecia e Italia. Este fue el primer cable submarino construido por Israel y fue aumentado por CIOS en abril de 1994. Desde entonces, se han tendido otros cables que han proporcionado enlaces de gran capacidad entre Israel y el extranjero.